# Jürg von Vintschger
Jürg von Vintschger est un pianiste suisse né le 23 mai 1934 à Saint-Gall. 

## Biographie
Jürg von Vintschger naît le 23 mai 1934 à Saint-Gall.
Entre 1952 et 1954, il étudie à l'Académie de musique de Vienne, où il est élève de Bruno Seidlhofer en piano, Erwin Ratz (en) et Karl Schiske en théorie, et Carlo Zecchi.
Comme concertiste, il fait ses débuts à Vienne en 1954, aux États-Unis en 1963, et en Amérique du Sud en 1969,.
Comme interprète, Jürg von Vintschger se distingue en s'attachant à jouer des répertoires peu connus et en défendant la musique pour piano des compositeurs suisses, en particulier Arthur Honegger et Frank Martin. 
Il se produit également en duo de pianos avec sa femme, la pianiste Isabel von Vintschger.
Comme pédagogue, il enseigne à partir de 1971 à la Musikhochschule de Zurich, puis à l'Académie de musique de Vienne, comme professeur invité à compter de 1986 et depuis 1990 comme professeur titulaire et directeur de formation.
Il est lauréat du prix Josef-Pembaur.